# Elección legislativa de Francia de 1869
Las elecciones legislativas de Francia de 1869 se realizaron el 23 de mayo y 6 de junio de 1869.

## Resultados
| Partido | Partido                    | Votos     | %      | Escaños |
| ------- | -------------------------- | --------- | ------ | ------- |
|         | Bonapartistas liberales    | 4,440,000 | 57.00% | 120     |
|         | Bonapartistas autoritarios | 4,440,000 | 57.00% | 98      |
|         | Legitimistas               | 3,350,000 | 43.00% | 41      |
|         | Republicanos               | 3,350,000 | 43.00% | 30      |

- Datos: Q581061